# 赵俊 (唐王)
唐王赵俊（1073年—1077年），宋朝宗室。
宋朝第六代皇帝宋神宗赵顼的第三子，生母宋婕妤，熙寧六年（1073年）四月初一日出生。七年（1074年）正月賜名赵俊，授檢校太尉、彰信軍節度使，封永國公。八年（1075年）十二月，改彰德軍节度使。十年（1077年）十月二十三日薨逝，贈太師、尚書令、兼中書令，追封兗王，諡号哀獻。元符三年（1100年）三月，其十一弟端王赵佶即位为宋徽宗之后，追封三哥唐王。